# Mastiks
Mastiks er en harpiksart, der udvindes af mastikstræet Pistacia lentiscus. Det kan tygges, bruges som smagsstof i Tyrkisk delight, bruges som klæbemiddel til teaterskæg, til retoucherfernis og slutfernis i oliemaleriet og som fixativ til kultegninger og pastelmalerier. Mastiks kan delvist opløses i sprit og næsten fuldkomment i terpentinolie og acetone.
|  | Denne artikel kan blive bedre, hvis der indsættes geografiske koordinater Denne artikel omhandler et emne, som har en geografisk lokation. Du kan hjælpe ved at indsætte koordinater i wikidata. |